# Human (canción de The Killers)
«Human» (en español, Humano) es una canción de la banda estadounidense de rock The Killers producida por Stuart Price y escrita por los miembros de la banda para su tercer álbum de estudio Day & Age (2008), la canción fue lanzada como primer sencillo comercial en septiembre de 2008 para promocionar el álbum, y está en segundo lugar del álbum Day & Age. El video musical fue dirigido por Daniel Drysdale.

## Información general

### Producción y grabación
"Human" fue la primera canción grabada para el álbum Day & Age. En una entrevista para la revista Rolling Stone en su sección Smoking Section, Brandon Flowers, vocalista de la banda, describió a la canción «Human» como si «Johnny Cash conociera a Pet Shop Boys». Durante dicha entrevista también dijo que «Human» fue creada junto a Stuart Price durante las sesiones de trabajo en Londres para el álbum de rarezas, Sawdust (2007), también confesó que no quisieron incluirla porque la consideró «bastante buena» para ese álbum. Sobre la grabación de la canción Flowers ha dicho en entrevista para la revista musical Rolling Stone lo siguiente:

Cuando lo conocimos, enseguida tuvimos una cena con él (Stuart Price) en Londres sobre lo que estaba haciendo para nosotros y ayudandonos en 'Sawdust'. Así que solo dije, '¿qué harás después de la cena?' dijo que estaba libre, y fuimos a su casa —tiene un estudio ahí— y grabamos "Human". Simplemente supimos que sonaba bastante bueno —solo duramos un par de horas y no suena muy diferente a lo que es ahora.
Brandon Flowers

La canción se filtró a internet el 21 de septiembre de 2008, y posteriormente aparecieron varios videos con el audio de la canción en el sitio web YouTube, al siguiente día se esperaba su lanzamiento oficial en la radio en el show vespertino de Zane Lowe por BBC Radio 1.
La carátula del sencillo es un retrato del guitarrista de la banda Dave Keuning, y es uno de los cuatro retrator diseñados y tomados por Paul Normansell para el álbum.

### Música y letra
La música de «Human» presenta un estilo electrónico acercándose más al género pop que al rock, que generalmente suele interpretar la banda, la música de la canción tiene una gran influencia de diversos grupos de la década de 1980 y el género musical new wave, asimismo la canción tiene una gran peso sintético y dance que inclusive durante su lanzamiento se creía que era un remix y no la versión de estudio como tal. La letra de la canción sigue la estructura verso-estribillo-verso, el estribillo dice una frase que genera confusión: «Are we human or are we dancer?» (en español, ¿somos humanos o somos bailarines?) Existió una pequeña confusión, ya que algunos escuchas entendían que el estribillo era «Are we human or are we denser?», lo que en inglés informal quiere decir en español, «Somos humanos o somos idiotas?». Sin embargo, el vocalista Brandon Flowers aclaró esto diciendo que el estribillo está inspirado en una frase del periodista y escritor estadounidense Hunter S. Thompson acerca de como Estados Unidos estaba incrementando una generación de bailarines.
La letra de la canción fue catalogada por la revista Entertainment Weekly como la "más tonta de las letras de la semana" criticando especialmente la línea (¿somos humanos o bailarín?), que aparece en el estribillo de la canción, ya que según Simon Vozick-Levinson, editor de la sección, la palabra correcta debía ser "dancers" (bailarines) en plural y no "dancer" (bailarín) en singular, además dijo que la mayoría de los bailarines en el mundo eran humanos por lo tanto si eres bailarín eres humano.

#### Nietzsche
En la escena de la música de Arnhem y Róterdam (Países Bajos), una teoría es "circling" (rotación). La canción "Human" se cree que está inspirada por Friedrich Nietzsche. Varias líneas en las letras pueden ser directa o indirectamente vinculadas con el libro "Así habló Zaratustra" (1889) o en otros libros de Nietzsche.

Cut the cord
Are we human?
Or are we dancer?

Estas líneas pueden estar relacionadas con "Así habló Zaratustra". En este libro se afirma que, "el hombre es una cuerda tendida entre animal y Übermensch (superhombre o suprahombre), una cuerda sobre un abismo". Continúa con Nietzsche: "El hombre no es el bailarín, sino la danza o el propio cable. Lo que es grande en el hombre es que es un puente y no un fin."
En "Así habló Zaratustra", Übermensch se entiende como un ser humano, que sustituyó a la moral cristiana por una moral terrenal o una moral de los fuertes. Este es un ser humano que no se esclaviza a sí mismo con cosas como la empatía, la virtud, la piedad, la justicia o la atención a los débiles. Estos no son la moral verdadera, porque no hay moral verdadera. Un Übermensch reconoce que abandona vivir por la otra vida o por los cielos.En su lugar ha elegido vivir los valores de la tierra y es lo suficientemente fuerte como para elegir a sus propios valores morales. Nietzsche, a través de sus obras, expresa que la moral, la verdad, el bien y el mal son las sustancias líquidas y no viene determinada por libros "sagrados", responsables de la ley "sagrada" o una promesa de vida eterna. Según Nietzsche, la moral cristiana, que es lo común hoy, es el resultado del resentimiento. Es una moral artificial y no es un maná del cielo o algo con lo que se nace. La moral cristiana es la moral de los débiles, que vino con esta moral para convertirse finalmente en la parte superior. Siempre debemos ser conscientes de esta moral artificial. Debemos considerar que el bien y el mal no están predeterminadas. Debemos tener esto en cuenta, cuando esté encontrando sus propios valores morales. Eso es lo que podemos aprender de Nietzsche. Esto también puede explicar el verso 2 de la canción:

Pay my respects to grace and virtue
Send my condolences to good
Give my regards to soul and romance,
They always did the best they could
And so long to devotion
You taught me everything I know
Wave goodbye
Wish me well..
You've gotta let me go

"La moral cristiana de gracia y virtud", son importantes. "Condolencias a la buena", podría significar decir adiós a las nociones del bien como las conocemos hoy en día en nuestra moral. "Tú me enseñaste todo lo que sé", puede referirse a la importancia de la moral cristiana en nuestra sociedad. Lo percibimos como la moral dominante en los países occidentales. "Soul" puede ser el concepto más importante del cristianismo, tu alma vive para siempre. El cristianismo usa esto para determinar lo que debe hacer. Algunas decisiones te llevaran al cielo y algunas al infierno. Usted debe actuar de una determinada manera (ética) para llegar al cielo.
El coro también contiene claves:

Are we human?
Or are we dancer?
My sign is vital
My hands are cold
And I'm on my knees
Looking for the answer
Are we human?
Or are we dancer?

En "Así habló Zaratustra" Nietzsche dice que "los hombres deben ser leales a la tierra". En "Humano, demasiado humano" (1880) predica que debemos disfrutar de la vida, abrazando a los que sufren. Porque el sufrimiento se producirá, no vivimos por siempre. Somos humanos. Sentimos dolor, frío, calor y alegría. Nos gusta sentir esas emociones. Para saber lo que es caliente debes saber lo que es frío. Necesitamos al mundo entero. Eso es lo que nos hace humanos. No somos entidades eternas y perfectas. Esto está relacionado con Arthur Schopenhauer, que el mismo Nietzsche dijo que era su profesor o asesor de los padres ("The Untilmely Meditations" 1876). Schopenhauer es conocido por la frase: "vivir es sufrir". Así como "The Killers" dicen: "My sign is vital, my hands are cold", que podría significar terrenal, natural y no eterno sufrimiento. Después, "de rodillas"(on my knees) significa que se está cayendo a la tierra "para encontrar la respuesta". En lugar de mirar hacia el cielo para encontrar una respuesta. ¿Somos humanos o somos bailarines?.

## Lanzamiento
El sencillo se estrenó un día antes de lo planeado gracias a su filtración a internet el 21 de septiembre, su lanzamiento oficial en la radio fue el 22 de septiembre de 2008 en BBC Radio 1 y para el 30 de ese mismo mes fue lanzado en versión digital en iTunes Store. Para el 4 de noviembre se lanzó un sencillo en formato físico en un disco de vinil de 7" que contenía como lado B la canción "A Crippling Blow".

### Recepción
En una entrevista en el periódico The Observer se mencionó que la canción era «un cruce entre New Order y Bruce Springsteen, que debería agradar a los fans de "Mr. Brightside"». Chris Wiliams de la revista Billboard dio una calificación positiva hacia la canción coincidiendo con la crítica de The Observer, también elogió a la canción por "flexionar el sonido del rock alternativo, el cual se ha vuelto muy difícil de diferenciar del rock comercial". Music Radar contempló la canción en su calificación de Day & Age, dijo que la canción tenía un peculiar sonido que hacía recordar a los años 80 y al new wave de aquella época. New Musical Express calificó al sencillo con 7 de 10 y además dijo que era una combinación muy buena de los sintetizadores de la canción "Somebody Told Me" (2004) con el sonido del álbum Sam's Town (2006).

## Video musical
El video musical para el sencillo debutó a mediados de octubre de 2008 en la tienda digital iTunes Store, fue dirigido por Daniel Drysdale. El videoclip comienza con unas tomas hechas en el desierto de Goblin Valley, Utah y con la conocida letra "k" del logo de la banda hecha con bombillas encendiéndose en cuanto empieza a escucharse la canción, posteriormente podemos ver a la banda interpretar la canción y caminando por el desierto, además en una escena aparecen intercambiándose retratos de ellos mismos hechos por Paul Normansell, durante el video se pueden apreciar algunos animales entre los que se encuentran un tigre blanco y un puma. Finalmente el video termina con los miembros de la banda mirando el ocaso en el desierto, el cual se convierte en la carátula del álbum diseñada y elaborada por Paul l.

## Uso en los medios
La canción fue utilizada por la cadena de televisión española Telecinco para el anuncio de la Final de la Copa Mundial de la FIFA 2010. El lema era "Una final no se juega; una final se gana".
El 25 de noviembre de 2008, la canción estuvo disponible como contenido descargable para el juego Guitar Hero World Tour.
En 2014, es utilizada por la empresa de telefonía móvil Entel en Perú.
En 2018, American Express utilizó la canción en uno de sus anuncios de televisión.

## Formatos
- iTunes versión digital.

1. "Human" - 4:07

- Reino Unido 7" single.

1. "Human" - 5:03
2. "A Crippling Blow" - 3:37

- Promo CD.

1. "Human (Radio Edit)" – 4:05
2. "Human (Ferry Corsten Radio Edit)" – 4:27
3. "Human (Armin Van Buuren Radio Edit)" – 3:48
4. "Human (Stuart Price Club Mix)" – 8:03
5. "Human (Ferry Corsten Club Mix)" – 6:55
6. "Human (Armin Van Buuren Club Mix)" – 8:12

- Remixes promo CD

1. "Human (Armin van Buuren Radio Remix)" - 3:47
2. "Human (Ferry Corsten Radio Remix)" - 4:26
3. "Human (Thin White Duke Edit)" - 5:27
4. "Human (Pink Noise Radio Edit)" - 4:06
5. "Human (Armin Van Buuren Club Remix)" - 8:11
6. "Human (Ferry Corsten Club Remix)" - 6:53
7. "Human (Thin White Duke Club Mix)" - 8:03
8. "Human (Ocelot Remix)" - 4:30
9. "Human (Armin van Buuren Dub Remix)" - 7:25
10. "Human (Ferry Corsten Dub Remix)" - 6:26
11. "Human (Thin White Duke Dub)" - 7:45
12. "Human (Pink Noise Dub)" - 7:08

## Posición en las listas de popularidad
El sencillo logró colocarse en la primera posición de la lista de popularidad de Noruega la semana de 23 de octubre de 2008, siendo la primera canción de la banda en lograr dicha posición en ese país. En Reino Unido la canción tuvo mucho éxito debutando en la posición número 4 del UK Singles Chart el 16 de noviembre de 2008. En Suecia el sencillo logró colocarse en la posición número 4. En Estados Unidos la canción obtuvo el lugar 32 del Billboard Hot 100 en su única semana en dicha lista.
| País           | Lista (2008)                     | Posición |
| -------------- | -------------------------------- | -------- |
| Alemania       | Mediatraffic Hitliste Top 40     | 4        |
| Australia      | ARIA Top 50 Singles Chart        | 28       |
| Austria        | Ö3 Austria Top 40                | 6        |
| Bélgica        | Ultratop Vlaanderen Top 50       | 40       |
| Canadá         | Canadian Hot 100                 | 9        |
| Dinamarca      | IFPI Officielle Hitliste         | 14       |
| España         | Promusicae                       | 11       |
| Estados Unidos | The Billboard Hot 100            | 32       |
| Estados Unidos | Billboard Hot Digital Songs      | 15       |
| Estados Unidos | Billboard Hot Dance Club Songs   | 1        |
| Estados Unidos | Billboard Hot Modern Rock Tracks | 6        |
| Estados Unidos | Billboard Pop 100                | 39       |
| Finlandia      | Suomen virallinen lista          | 15       |
| Irlanda        | IRMA                             | 4        |
| Italia         | FIMI                             | 2        |
| Noruega        | VG-Lista Top 20 singles          | 1        |
| Nueva Zelanda  | Top 40 singles Chart             | 17       |
| Países Bajos   | Dutch Top 40                     | 2        |
| Reino Unido    | Singles Chart Top 40             | 3        |
| Suecia         | Top 60 singles Chart             | 4        |
| Suiza          | Hitparade Top 100 singles        | 7        |

| País     | Lista (2008)         | Posición |
| -------- | -------------------- | -------- |
| Alemania | German Singles Chart | 74       |

| País           | Lista (2009)                       | Posición |
| -------------- | ---------------------------------- | -------- |
| Alemania       | German Singles Chart               | 21       |
| Estados Unidos | Billboard Hot Dance Club Play      | 35       |
| Hungría        | Hungarian Singles Chart            | 48       |
| Italia         | Italian Singles Chart              | 19       |
| Suiza          | Swiss Singles Chart                | 34       |
| Reino Unido    | UK Singles Chart                   | 58       |
| Venezuela      | Venezuela Pop Rock (Record Report) | 2        |

| País        | Lista (2000–2009) | Posición |
| ----------- | ----------------- | -------- |
| Reino Unido | UK Singles Chart  | 87       |

### Sucesión en listas
| Predecesor: «Still water» de Erlend Bratland              | VG-lista — Sencillo Nro 1 14 de octubre de 2008 — 20 de octubre de 2008        | Sucesor: «Womanizer» de Britney Spears     |
| Predecesor: «Single Ladies (Put a Ring on It)» de Beyoncé | Hot Dance Club Play — Sencillo Nro 1 24 de enero de 2009 — 30 de enero de 2009 | Sucesor: «Fame (The Game)» de Donna Summer |

## Premiaciones
| Año  | Trabajo nominado       | Categoría                          | Resultado |
| ---- | ---------------------- | ---------------------------------- | --------- |
| 2009 | MuchMusic Video Awards | Mejor video de banda internacional | Nominado  |

### Certificaciones
| País           | Organismo certificador | Certificación    | Ventas    |
| -------------- | ---------------------- | ---------------- | --------- |
| Alemania       | BVMI                   | Disco de Oro     | 150.000   |
| Dinamarca      | IFPI (Dinamarca)       | Disco de Platino | 20.000    |
| Estados Unidos | RIAA                   | Disco de Platino | 1.000.000 |
| Nueva Zelanda  | RIANZ                  | Disco de Oro     | 7.500     |
| Reino Unido    | BPI                    | Disco de Oro     | 400.000   |
| Suecia         | IFPI (Suecia)          | Disco de Oro     | 10.000    |